# 拉申特 (華盛頓州)
拉申特（英文：La Center），是美国华盛顿州克拉克县下属的一座城市。根据2010年美国人口普查，该市有人口2,800人。而2011年估计该市有2,852人。該市是四家賭場的發源地，可供卡牌遊戲賭博，不包括吃角子老虎機。此四家賭場為Last Frontier、The New Phoenix、Chips和Palace。

## 外部連結
- （英文） 官方網站 （页面存档备份，存于）
- （英文） 拉申特歷史 （页面存档备份，存于）在HistoryLink